# ميودراغ زيفكوفيتش (نحات)
ميودراغ زيفكوفيتش (بالصربية: Миодраг Живковић)‏ هو نحات صربي (وحمل سابقاً جنسية يوغوسلافيا)، ولد في 1928 في لسكوفاتش ‏ في صربيا.